# You're a Woman
«You're a Woman» (en español: «Eres una mujer») es el segundo sencillo del álbum debut de Bad Boys Blue, Hot Girls, Bad Boys, y fue publicado en 1985. A diferencia del sencillo anterior, L.O.V.E. in My Car, "You're a Woman" fue un éxito en muchos países europeos. 

## Formatos
7" sencillo Coconut 107 276, 1985
1. «You're A Woman» - 3:57
2. «You're A Woman» (Instrumental) - 4:40

12" sencillo Coconut 601 673, 1985
1. «You're A Woman» (Long Version) - 5:57
2. «You're A Woman» (Instrumental) - 3:49

## Posicionamiento
El sencillo permaneció 4 semanas en el chart austríaco desde el 1 de agosto de 1985 hasta el 1 de noviembre de 1985. Alcanzó el #1 como máxima posición y la mantuvo durante 6 semanas consecutivas.
| Listas (1985) | Máxima posición |
| ------------- | --------------- |
| Alemania      | 8               |
| Austria       | 1               |
| Francia       | 47              |
| Países Bajos  | 19              |
| Suecia        | 6               |
| Suiza         | 2               |

## Créditos
- Letra y música - M. Applegate, T. Hendrik y K. van Haaren
- Productor - T. Hendrik & K. Hartmann
- Diseño - Ariola-Eurodisc/Studios
- Fotografía - Herman Schulte
- Distribución - Ariola Group